# 田村惟昌

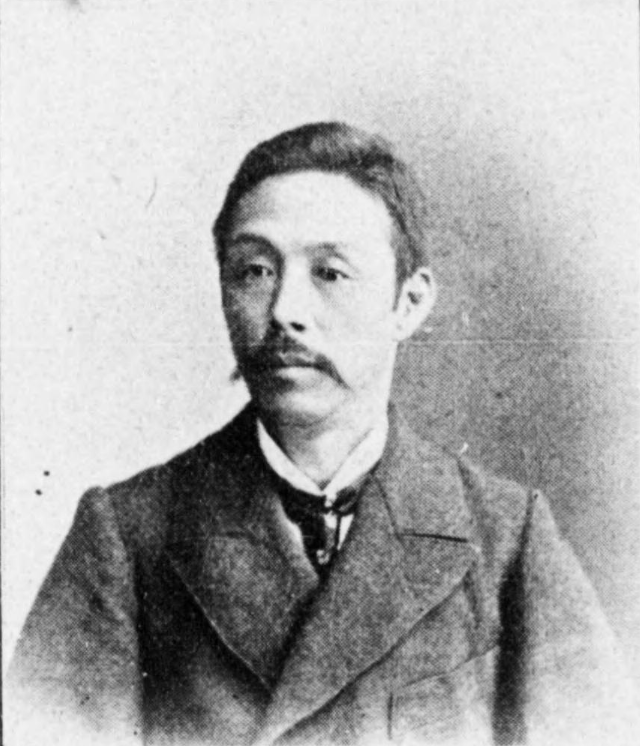
田村惟昌

田村 惟昌（たむら これまさ、1856年4月6日（安政3年3月2日）- 1926年（大正15年）7月30日）は、明治から大正時代の政治家。新聞経営者。衆議院議員（4期）。

## 経歴
越中国新川郡、のちの富山県下新川郡経田村（現魚津市）の濱名家に生まれ、のち伯父の田村家の養子となる。富山藩儒・岡田呉陽の門に入り学んだ。1874年（明治7年）新川県第三大区副区長、1875年（明治8年）9月、学区取締を経て、1878年（明治11年）新川郡書記に就任する。1881年（明治14年）3月、有志と共に協同会を組織し同会長となり政治活動に奔走する。ついで富山県会議員に当選し、同常置委員、副議長などを歴任した。ほか、富山日報社社長を務めた。
1890年（明治23年）7月の第1回衆議院議員総選挙では富山県第2区から出馬し当選。その後、第7回から第9回総選挙で当選し衆議院議員を通算4期務めた。1909年（明治42年）日本製糖汚職事件で重禁固4か月、追徴金600円の実刑となる。これにより勲四等を褫奪された。